# 桑名ふるさと検定
桑名ふるさと検定（くわなふるさとけんてい）は桑名ふるさと検定実行委員会が実施していた三重県桑名市のご当地検定。第1回検定は2008年（平成20年）3月に行われ、桑名市長や桑名市議会議長を含む458人が受験した。2014年度をもって終了した。

## 概要
桑名ふるさと検定は桑名ふるさと検定実行委員会によって実施されており、実行委員会は桑名商工会議所、桑名市、桑名市教育委員会、桑名市観光協会によって構成されている。桑名市立中央図書館も協力しており、同館の事業「昭和の記憶」で収集された情報からも出題される。
検定の目的は桑名市内外の人々に桑名市の魅力を再認識してもらうことで、加えて「おもてなしの心」の醸成、観光の振興、今後の桑名市の街づくりの一助になることも目的としている。
検定の公式ガイドブック『桑名のいろは』が桑名市教育委員会を中心とするメンバーによって執筆され、販売されている。
試験日前には、「直前セミナー」が実施されている。検定試験の合格者は受験番号が公式ホームページ上で公開され、合格者個人に合格証が郵送される。また、合格者には桑名市博物館で開催される有料企画展に1年間無料で入場できる特典が与えられる。

## 出題形式
問題の構成はガイドブックにのっとり、
- 自然と歴史
- 文化と観光
- 桑名のくらし

となっている。
2010年現在、初級、中級、上級の3つの級で試験が行われている。同時に2つ以上の級を受験することはできない。
初級受験資格の制限はない。3者択一方式で100問出題される。公式ガイドブックから全問出題され、ガイドブックは試験場への持ち込みが可能。
中級受験資格は初級合格者であること。4者択一方式で50問出題される。公式ガイドブックから全問出題され、ガイドブックは試験場への持ち込みが可能。
上級受験資格は中級合格者であること。文中空欄選択肢選別方式で50問出題される。公式ガイドブック以外からも出題され、公式ガイドブックなどの資料の試験場への持ち込みは不可。

## 書籍
- 公式ガイドブック（テキスト）[3]

『桑名のいろは』
桑名ふるさと検定実行委員会 編、桑名商工会議所、2007年。ISBN 4-9903866-0-4。